# Juan José Laginestra
Juan José Laginestra (n. Coronel Bogado, Santa Fe, Argentina, 1937 - f. Buenos Aires, Argentina; 1987) fue un famoso ladrón de bancos popular por su forma de realizar los asaltos en la década de 1960.

## Historia
Oriundo de Coronel Bogado (departamento Rosario), el pistolero Laginestra, el gran hampón de los 60's, debutó oficialmente tras un robo calificado 30 de diciembre de 1959 a la edad de 23 años, al llevarse 800 mil pesos de la época de una las oficinas de Segba en la calle Sánchez de Bustamante, en Rosario. Participó en numerosas bandas ocupando cargos de cada vez mayor importancia, hasta que en 1967 fue detenido y condenado a 18 años de reclusión por robo y homicidio.

## Asaltos famosos
En un robo al banco de Rosario se había llevado 63 millones de pesos, y como la policía no lo pudo encontrar se empezó a tejer una fábula alrededor de esto. Parece que en los interrogatorios que se le realizó dejó entrever que tenía guardado el dinero, pero nunca confesó en que lugar, ahí nació "La leyenda del tesoro de Laginestra".
A la semana de entrar en la cárcel en Rosario en 1968, intentó evadirse, a los 2 meses lo intentó de nuevo, hasta que en diciembre de ese año concretó su propósito. Cuando la guardia cambió, a las cuatro de la mañana, se las arregló para abandonar la celda aislada en la que lo requisaban cada 24 horas, dejarla con candado por fuera y a la catrera armada con un bulto simulando su propio cuerpo dormido. Nadie se explicaba cómo consiguió la soga de 6,45 metros con la que se descolgó por el muro de la cárcel, para huir luego, tras sortear la ráfaga de ametralladora que un guardia de mala puntería le dedicó desde su torre.
Otros de sus populares asaltos fueron al Banco Popular Argentino, de la calle Nazca, en Villa del Parque y al Banco Nación del barrio rosarino de Arroyito.
La cordialidad con las que trataba a sus víctimas durante los robos lo hicieron popular en aquellas épocas.
El 13 de enero de 1969 lo encontró la policía en un conventillo de la calle Azopardo al 900 de Buenos Aires y lo detuvo sin resistencia, algunos allegados dijeron que había tomado mucho whisky, y otros que estaba drogado.
En la otra década se fuga, vuelve a la cárcel y se fuga nuevamente. Formaría parte de los Piratas del asfalto y de los secuestros extorsivos en las provincias de Córdoba y Santa Fe.

## El aguantadero móvil
El modus operandi particular que tenía en sus robos era un misterio por aquel entonces, hasta que se descubrió que tenía un extraño camión que había mandado a adaptar para que le sierviera con sus fines delictivos.Se trataba de un camión de tanque petrolero, con una abertura secreta entre los ejes, que le daba acceso a un habitáculo que usaba de refugio después de robar. Adentro de lo que se suponía llevaba cientos de litros de vino en realidad había cómodas camas, comida, bebidas y todo lo necesario para que cinco hombres cruzaran Santa Fe tranquilos mientras la policía los buscaba hasta con helicópteros. Llevaba impreso la imagen del dibujo animado "El pájaro loco". Era verdadero "aguantadero móvil" . El dinero nunca se halló.

## Últimos años
Le siguieron más de dos años de cárcel, interrumpidos por su último escape: la fuga de la cárcel de encausados de Córdoba el 25 de mayo de 1973, mezclado entre los presos políticos liberados ese día por el gobierno de Héctor Cámpora. A la fuga le sucedieron dos secuestros extorsivos planificados: en Firmat, Santa Fe, apresaron al intendente, un industrial de dinero. En Rosario, a un empresario metalúrgico. En un momento de crisis, contó el secuestrado, los compinches de Laginestra lo quisieron matar.

"Yo no me meto con nadie"

, dijo una vez,

"Vivo y dejo vivir y, sin embargo, los periodistas de Buenos Aires me quieren hacer famoso"

.Lo detuvieron en Villa María, Córdoba.

## Fallecimiento
Laginestra salió libre gracias a que un defensor cordobés entendió que, habiendo ya pasado más de la mitad de su vida entre rejas, podía quitársele de la condena la accesoria de “tiempo indeterminado”. El 7 de noviembre de 1986 se estaba pagando la quincena en la fábrica de medias Silvana en San Martín, cuando tres ladrones intentaron llevarse el pago. Iban en un Ford Taunus, robado en Capital Federal. Los policías les dispararon en Gral. Paz y Boulevard Ballester. Dos murieron. Uno era Néstor Eduardo Pascual de 27 años. El otro Juan José “Pichón” Laginestra. Tenía 49 años.